# Nothobranchius microlepis
Nothobranchius microlepis é uma espécie de peixe da família Aplocheilidae.
É endémica do Quénia.
Os seus habitats naturais são: marismas intermitentes de água doce.